# Miathyria simplex
Miathyria simplex is een libellensoort uit de familie van de korenbouten (Libellulidae), onderorde echte libellen (Anisoptera).
De wetenschappelijke naam Miathyria simplex is voor het eerst geldig gepubliceerd in 1842 door Rambur.